# Грбек, Петр
Петр Грбек (чеш. Petr Hrbek; 3 апреля 1969, Прага) — чехословацкий и чешский хоккеист, центральный нападающий. Выступал в различных лигах с 1985 по 2009 год. Бронзовый призёр зимних Олимпийских игр 1992 года.

## Карьера
Играл в Чехословацкой лиге и Чешской экстралиге за такие клубы как пражская «Спарта» (1985—1989, 1990—1992, 1993, 1995—1996, 2000—2001), «Дукла» Йиглава (1989—1990), «Литвинов» (1996—1999), «Славия» (1999—2000), «Гавиржов» (2002—2003). В 2001—2002 годах играл в шведском «Шеллефтео» и германском «Фрайбурге».

## Достижения
- Бронза Олимпийских игр 1992 года.
- Бронза Чемпионата мира по хоккею с шайбой 1992, 1993.
- Включён в первую символическую сборную ЧМ-1992
- Чемпион Чехословакии 1993
- Серебряный призер Чешской экстралиги 2001
- Бронзовый призер Чешской экстралиги 1996
- Серебряный призер чемпионата Европы среди юниоров 1987
- Бронзовый призер чемпионата Европы среди юниоров 1986 и молодежного чемпионата мира 1989

## Статистика
- Чемпионат Чехии (Чехословакии) - 573 игры, 370 (191+179) очков
- Чемпионат Германии - 113 игр, 123 (64+59) очка
- Чемпионат Швеции - 20 игр, 12 (7+5) очков
- АХЛ - 37 игр, 22 (10+12) очка
- Евролига - 5 игр, 1 (0+1) очко
- Сборная Чехии (Чехословакии) - 59 игр, 26 шайб
- Всего за карьеру в сборной и клубах - 807 игр, 298 шайб